# Procés d'arrencada de Windows
El procés d'arrencada de Microsoft Windows varia entre les diferents versions.

## Windows basat en DOS

### Windows 1.x/2.x
A les versions de Windows 1.01 a Windows 2.11, el sistema es va carregar quan WIN. S'ha executat COM. Després va carregar WIN100. BIN o WIN200. BIN i WIN100. OVL o WIN200. OVL, juntament amb el fitxer de configuració WIN. INI. El shell predeterminat és MS-DOS Executive.
Els mòduls GDI. EXE, KERNEL. EXE i USER. EXE, tipus de lletra i els diferents controladors de dispositiu (com ara COMM.DRV, MOUSE.DRV, KEYBOARD.DRV ) s'incorporen al WIN100. BIN / WIN200. BIN i WIN100. OVL / WIN200. OVL.

### Windows 3.x/9x
A Windows 3.x i 95/98/ME, la fase del carregador d'arrencada la gestiona MS-DOS. Durant la fase d'arrencada, CONFIG. SYS i AUTOEXEC. S'executen BAT, juntament amb els fitxers de configuració WIN. INI i SYSTEM. INI. Els controladors de dispositius virtuals també es carreguen en el procés d'inici: es carreguen més habitualment des del registre (HKLM\System\CurrentControlSet\Services\VxD ) o des del SYSTEM. Fitxer INI.
Quan s'han carregat tots els fitxers de configuració del sistema i els controladors de dispositiu, els mòduls de 16 bits, KRNL386. EXE, GDI. EXE i USER. EXE, es carreguen i després es carreguen les DLL de 32 bits (KERNEL32.DLL, GDI32.DLL i USER32.DLL). El servidor de missatges VxD de 32 bits (MSGSRV32) inicia MPREXE. EXE, que s'encarrega de carregar el client d'inici de sessió de xarxa (com ara Client per a xarxes Microsoft, Microsoft Family Logon o Windows Logon).
Quan un usuari inicia sessió a Windows, es reprodueix el so d'inici, l'intèrpret d'ordres (normalment EXPLORER.EXE ) es carrega des de la secció [arrencada] del SYSTEM. Es carreguen el fitxer INI i els elements d'inici.
En totes les versions de Windows 9x excepte ME, també és possible carregar Windows arrencant a un indicador de DOS i escrivint "win". Hi ha alguns commutadors de línia d'ordres que es poden utilitzar amb l'ordre WIN: amb el commutador /D, Windows arrenca en mode segur i amb el commutador /D:n, Windows arrenca en mode segur amb xarxa. Aquest darrer commutador només funciona correctament amb Windows 95. A Windows 3.1, hi ha opcions addicionals disponibles, com ara /3, que inicia Windows en mode millorat 386, i /S, que inicia Windows en mode estàndard
Un so d'inici es va afegir per primera vegada a Windows 3.0 després d'instal·lar les extensions multimèdia (MME), però no es va activar per defecte fins a Windows 3.1.

## Windows NT
A Windows NT, el procés d'arrencada l'inicia NTLDR en versions anteriors a Vista i el Gestor d'arrencada de Windows a Vista i posteriors. El carregador d'arrencada s'encarrega d'accedir al sistema de fitxers a la unitat d'arrencada, iniciar ntoskrnl.exe i carregar els controladors de dispositiu d'inici a la memòria. Un cop s'han carregat tots els controladors d'arrencada i del sistema, el nucli inicia el gestor de sessions, que comença el procés d'inici de sessió. Després que l'usuari hagi iniciat sessió correctament a la màquina, winlogon aplica la configuració de la política de grup d'usuaris i equips i executa els programes d'inici declarats al Registre de Windows i a les carpetes "Inici".
A Windows 95/98/ME, també era possible executar un programa abans que l'usuari iniciés sessió mitjançant les claus RunServicesOnce o RunServices. A Windows NT, això s'ha substituït pel programa services.exe, que és capaç de carregar un conjunt de serveis del sistema abans que l'usuari iniciï sessió. A més, a les versions en anglès de Windows, la carpeta d'inici es deia "StartUp" en lloc de "Startup" a Win9x.
A causa de l'entorn mínimament restringit d'aquests sistemes operatius, qualsevol programa es pot afegir a la clau del registre d'inici o a la carpeta del sistema. Aquest mètode és utilitzat amb freqüència pel programari maliciós.